# Anchusa procera
Anchusa procera là loài thực vật có hoa trong họ Mồ hôi. Loài này được Besser ex Link mô tả khoa học đầu tiên năm 1821.